# 圣于连德莱斯卡普
圣于连德莱斯卡普（法語：Saint-Julien-de-l'Escap，法語發音：[sɛ̃ ʒyljɛ̃ də lɛskap]）是法国滨海夏朗德省的一个市镇，位于该省东部，属于圣让当热利区。

## 地名
法语人名“Julien”在日常人名译名以及《世界人名翻譯大辭典》、《法语姓名译名手册》等主流人名译名类书籍资料中译作“朱利安”，不过在《世界地名翻译大辞典》、《世界地名译名词典》和《法国地图册》等主流地名译名类书籍资料中译作“于连”。

## 地理
圣于连德莱斯卡普（45°56'1"N, 0°29'24"W）面积8.68 平方千米，位于法国新阿基坦大区滨海夏朗德省，该省份为法国西部滨海省份，北起旺代省，西临大西洋，南至吉倫特省，东南接多爾多涅省，东北接德塞夫勒省接壤，东临夏朗德省。
与圣于连德莱斯卡普接壤的市镇（或旧市镇、城区）包括：阿涅尔拉日罗、库尔塞勒、丰特内、普尔赛-加尔诺、圣让当热利、瓦赖兹。
圣于连德莱斯卡普的时区为UTC+01:00、UTC+02:00（夏令时）。

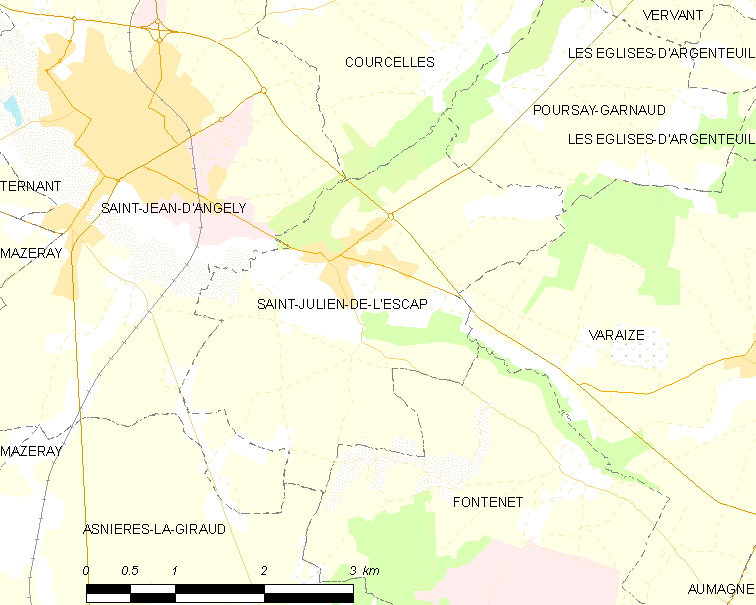
圣于连德莱斯卡普的OSM定位图

## 行政
圣于连德莱斯卡普的邮政编码为17400，INSEE市镇编码为17350。

## 政治
圣于连德莱斯卡普所属的省级选区为马塔县。

## 人口

1962-2008年间圣于连德莱斯卡普人口变化图示

圣于连德莱斯卡普于2022年1月1日时的人口数量为857人。